# 차루아족

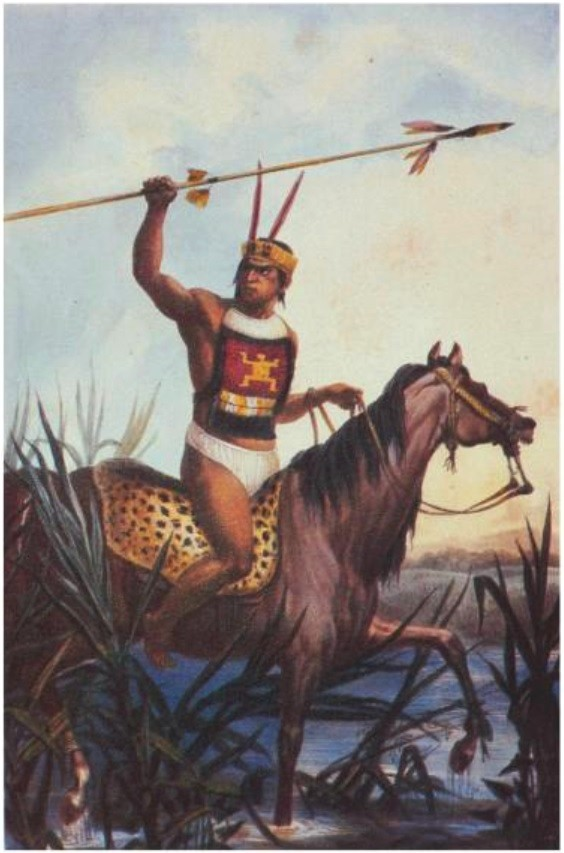
차루아족 전사

차루아족(Charrúa)은 남아메리카 코노 수르 지역, 특히 오늘날의 우루과이 일대와 주변 지역에 주로 분포하던 원주민족이다. 이들은 준유목민으로서 주로 수렵과 채집을 통해 생계를 유지했는데, 자원이 영구적인 지역이 없던 탓에 계속해서 이동하는 생활을 했다. 1831년 프룩투오소 리베라 우루과이 대통령이 주도한 살시푸에데스의 학살으로 이들의 공동체는 완전히 파괴되었다. 이후 역사에서 거의 사라졌음에도 불구하고나 소수의 공동체는 살아남았다. 오늘날 10만여 명의 차루아족의 후손이 우루과이와 아르헨티나에 거주하는 것으로 추산되며, 일부는 정체성을 되찾는 운동을 벌이고 있다. 고유 언어인 차루아어도 소멸하였으나 2005년 차루아어족의 분파인 차나어 화자 1명이 아르헨티나에서 발견되었다.

## 같이 보기
- 우루과이의 역사